# Mario Maino
Mario Maino (ur. 8 października 1940 w Villaverla) – włoski kolarz szosowy, dwukrotny medalista mistrzostw świata.

## Kariera
Największy sukces w karierze Mario Maino osiągnął w 1962 roku, kiedy wspólnie z Antonio Taglianim, Dino Zandegù i Danilo Grassim zdobył złoty medal w drużynowej jeździe na czas na mistrzostwach świata w Salò. Jako że był to debiut tej konkurencji, Włosi zostali pierwszymi w historii drużynowymi mistrzami świata. W tej samej konkurencji reprezentacja Włoch w składzie: Mario Maino, Pasquale Fabbri, Danilo Grassi i Dino Zandegù zdobyła srebrny medal na rozgrywanych rok później mistrzostwach świata w Ronse. Ponadto w 1962 roku był drugi we francuskim Tour de l’Avenir, a dwa lata później był siódmy w Tre Valli Varesine. Nigdy nie wystąpił na igrzyskach olimpijskich. Jako zawodowiec startował w latach 1963-1967.